# Tsiang Un-kai
Tsiang Un-kai 蒋恩铠 (* 11. September 1904 in Jiangsu; † 1995) war ein taiwanischer Diplomat.

## Karriere
Tsiang Un-kai begann seine diplomatische Laufbahn im Außenministerium der Republik China in Nanjing von 1935 bis 1937. Ab 1937 war er Vizekonsul in Paris, dann Konsul in Lyon. Die Passabteilung in Chongqing leitete er von 1944 bis 1946. Dann ging er zurück nach Europa und wurde Generalkonsul in Paris, 1950 Gesandtschaftsrat an der Botschaft in Athen. Geschäftsträger in Saigon war er von 1955 bis 1957. In dieser Zeit war er mit der Frage befasst, wie seine Regierung auf die Maßnahmen der südvietnamesischen Regierung unter Ngo Dinh Diem gegen die zahlreichen im Land lebenden Auslandschinesen reagieren sollte. Ab 1957 war Tsiang Un-kai Generalkonsul in Tananarive. Mit der Unabhängigkeit von Madagaskar wurde das Generalkonsulat zur Botschaft aufgewertet und Tsiang Un-kai von 1960 bis 1963 als Botschafter akkreditiert. Von 1963 bis 1965 leitete er die Abteilung Westasien im Außenministerium in Taipei. Dann war er von 1965 bis 1969 Botschafter in Kamerun und von Januar 1970 bis April 1972 Botschafter in Dakar.

## Privates
Er heiratete Li, Fen und sie hatten einen Sohn. Am 8. November 1932 wurde ihm an der Universität von Paris für sein Werk K'ouen k'iu, le theatre chinois ancien der akademische Titel doctorat ès lettres (entspricht in etwa dem PhD im englischsprachigen Raum) verliehen.